# 동방 박사 유물함

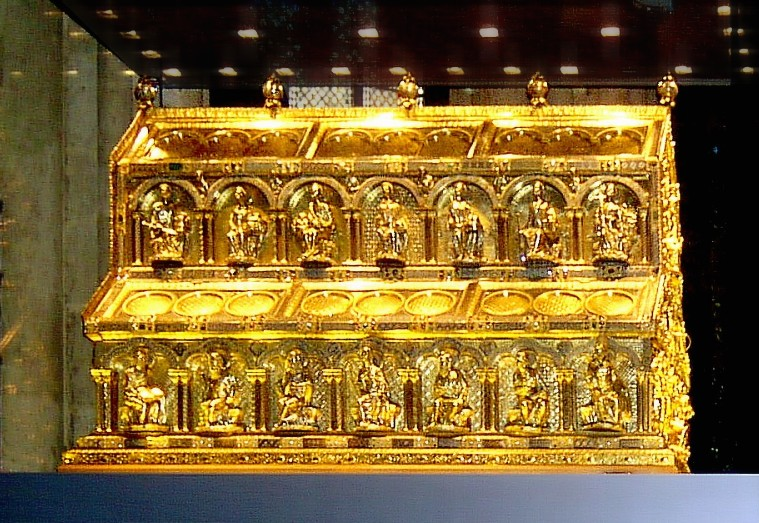
동방 박사 유물함

동방 박사 유물함(영어: Shrine of the Three Kings 독일어: Dreikönigsschrein)은 동방 박사의 유골을 담았다고 전해지는 석관 형식의 성물 보관소이다. 쾰른 대성당의 높은 제대 위에 안치되어 있다. 서방 세계에서 제일 큰 유물로 통한다.
이는 원래 콘스탄티노폴리스에 있었으나 314년 콘스탄티누스 대제의 위임을 받은 밀라노 주교 유스토르기우스가 밀라노로 이송하였다. 1164년 신성 로마 황제 프리드리히 1세가 다시금 이송하여 쾰른 대주교 다셀의 레날드에게 증정하였다. 이후 순례자들이 쇄도하였다.